# Cornelia Koppetsch

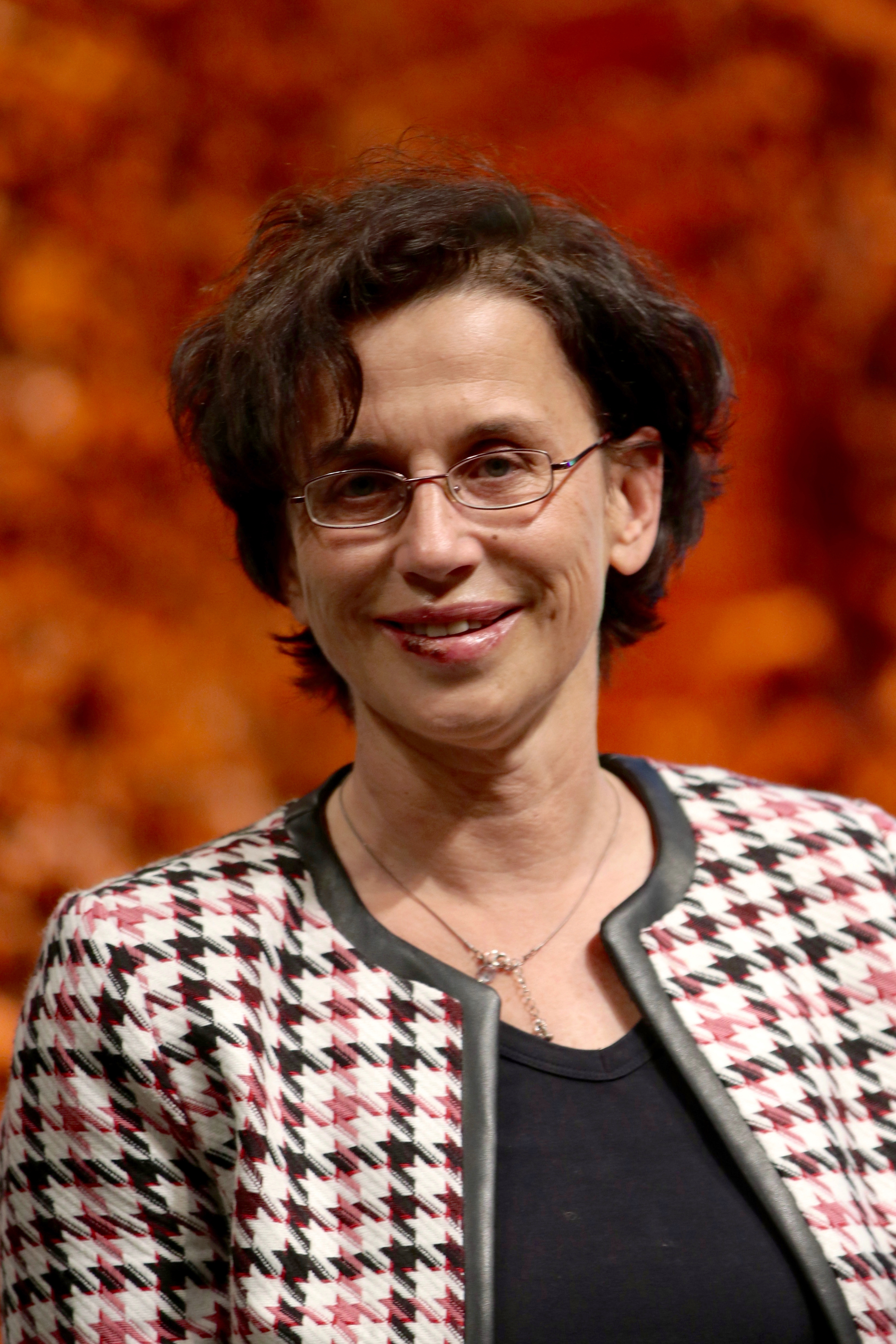
Cornelia Koppetsch (2019)

Cornelia Koppetsch (* 13. März 1967 in Werdohl/Westfalen) ist eine deutsche Soziologin.
Ihre Schwerpunkte sind politische Soziologie, Ungleichheitsforschung sowie Familien- und Geschlechterforschung. Bis zum Entzug ihrer Habilitation im Dezember 2024 lehrte sie an der Technischen Universität Darmstadt. Koppetsch erzielte mediale Aufmerksamkeit durch ihre Thesen zum Aufstieg der neuen Rechtsparteien sowie dadurch, dass Ende 2019 zwei ihrer Bücher nach Plagiatsvorwürfen von den Verlagen vom Markt genommen wurden.

## Leben
Der Vater von Cornelia Koppetsch arbeitete im Postdienst als Zusteller, die Mutter ist Hausfrau. Ihre Schwester ist evangelische Pastorin in Dortmund. Koppetsch ging auf das Bergstadt-Gymnasium in Lüdenscheid. Nach ihrem Abitur nahm sie ein Studium der Soziologie, Psychologie und Philosophie an der Justus-Liebig-Universität Gießen auf. Nach dem Vordiplom 1988 wechselte sie an die Universität Hamburg und absolvierte dort 1992 das Diplom in Psychologie. Danach war Koppetsch bis 1996 Stipendiatin der Studienstiftung des Deutschen Volkes und arbeitete an ihrer Dissertation zu Wissenschaft an Hochschulen. Ein deutsch-französischer Vergleich. 1996 wurde sie bei Martin Kohli und Wolf Lepenies an der Freien Universität Berlin zum Dr. phil. promoviert. Von 1995 bis 1998 war sie wissenschaftliche Mitarbeiterin an der PH Freiburg, 1998 wurde sie wissenschaftliche Assistentin an der Universität Lüneburg. Sie veröffentlichte zusammen mit Günter Burkart eine Studie zu Geschlechterverhältnissen in Paarbeziehungen im Milieuvergleich (Die Illusion der Emanzipation. Zur Reproduktion von Geschlechtsnormen in Paarbeziehungen im Milieuvergleich). 2006 folgte die Habilitation mit einer Studie über Arbeit und Identität im Wandel: Das Ethos der Kreativen. Vom bürgerlichen Beruf zur Kultur des neuen Kapitalismus und erhielt die Venia Legendi für Soziologie. Im Dezember 2024 entzog ihr die Fakultät Kulturwissenschaften der Universität Lüneburg die Habilitation wegen Verstößen gegen die wissenschaftliche Redlichkeit in ihrer Habilitationsschrift.
Koppetsch nahm verschiedene Gastprofessuren wahr, unter anderem am Department of Sociology der University of Chicago (USA) und an der Humboldt-Universität zu Berlin. Seit 2009 ist sie Professorin für Geschlechterverhältnisse, Bildung und Lebensführung an der Technischen Universität Darmstadt.
Koppetschs Lebensgefährte ist ein Berliner AfD-Kommunalpolitiker.

## Forschung
Ihre Forschungsschwerpunkte liegen in der politischen Soziologie, der Mittelschichts- und Ungleichheitsforschung und der Geschlechterforschung.
Unterschiedliche Arbeiten von Koppetsch befassen sich mit dem gegenwärtigen Wandel von Lebensführung und Gefühlswelten in der Mittelschicht. Dabei spielen ihrer Meinung nach Verunsicherungen und Abstiegsängste, die durch den beschleunigten Wandel und die Globalisierung westlicher Gesellschaften hervorgerufen wurden, eine zentrale Rolle. In diesem Zusammenhang beschäftigt sie sich auch mit der zeitgenössischen Eskalation von ideologischen und politischen Auseinandersetzungen.
Koppetsch ist Mitbegründerin eines milieuvergleichenden Ansatzes in der Geschlechterforschung, der die Beharrungskraft traditioneller Rollenaufteilungen im Geschlechterverhältnis auf die Wirksamkeit latenter Geschlechtsnormen bezieht. Dieser Ansatz erklärt Geschlechterverhältnisse nicht durch biologische oder anthropologische Unterschiede, sondern geht davon aus, dass es latente Übereinstimmungen zwischen Männern und Frauen hinsichtlich des „richtigen“ Mannseins bzw. Frauseins gibt. Ein weiterer Schwerpunkt liegt auf dem Wandel von akademischen Berufsfeldern in den Kreativ- und Wissensökonomien.

### Die Gesellschaft des Zorns(2019)
Mit der Studie Die Gesellschaft des Zorns. Rechtspopulismus im globalen Zeitalter legte Koppetsch 2019 einen Erklärungsansatz zu den gesellschaftlichen Entstehungsursachen der neuen Rechtsparteien in Europa und in den USA vor. Der Aufstieg der neuen Rechtsparteien lässt sich demnach zurückführen auf einen epochalen Umbruch: den Übergang von der Industriemoderne zur globalen Moderne, die durch kulturelle, ökonomische und politische Grenzöffnungen geprägt ist. Dieser Wandel hat quer durch alle gesellschaftlichen Milieus Gewinner und Verlierer erzeugt und eine sozialmoralische Spaltung der Gesellschaft hervorgerufen, die sich im politischen Raum als „Kulturkonflikt“ äußert. Die Konfliktlinie verläuft zwischen jenen, die sich transnational, kosmopolitisch ausrichten, und denen, die mit dem rasanten Verschwinden der alten, national organisierten Industriemoderne hadern. Diese zweite Gruppe sieht sich laut Koppetsch als Verlierer und fühlt sich zu Rechtspopulisten hingezogen. Dabei spiele es keine Rolle, ob der empfundene Verlust kulturellen oder ökonomischen Charakter habe. Man finde unter den Wählern der AfD abgehängte Industriearbeiter, deren berufliche Kenntnisse in der digitalisierten Wissensgesellschaft nichts mehr zählen, aber auch Vertreter des alten Bildungsbürgertums, die unter schwindender kultureller Deutungshoheit leiden. Dazu kommen ehemalige Bürger der DDR, die ihre Lebensgeschichte als „entwertet“ betrauern. Daraus sei eine „Querfront der Verlierer“ geworden, in sich heterogen, aber vereint durch das Ressentiment gegen die globalisierte Welt. Den Gegenpol bilde eine kosmopolitische Elite, die von der Globalisierung in ökonomischer wie in kultureller Hinsicht profitiere und sich im Lob der Offenheit gefalle, sich aber tatsächlich in ihren gentrifizierten, urbanen Enklaven gegen alles andere abgrenze. Das Buch erschien 2019 beim Transcript-Verlag und erregte mediale Aufmerksamkeit. Das Manuskript war zuvor vom Suhrkamp-Verlag abgelehnt worden.

## Plagiatsvorwürfe

### Die Gesellschaft des Zorns
2019 wurde das Buch für den Bayerischen Buchpreis nominiert. Nach Plagiatsvorwürfen zog die Jury vor der Verleihung, zu der Koppetsch erschienen war, ihre Nominierung zurück. Jurymitglied Sandra Kegel begründete dies mit dem schwebenden Verfahren zu Vorwürfen, „dass gewisse Formulierungen nicht dem wissenschaftlichen Comment entsprechen“. Koppetsch soll unter anderem vom Soziologen Andreas Reckwitz den Begriff „Neogemeinschaften“ übernommen haben, sowie – ohne Quellenangaben – wörtliche Passagen aus dessen Buch Die Gesellschaft der Singularitäten; 26 Stellen wurden nach einer FAZ-Recherche beanstandet. Koppetsch begründete später ihre Fehler mit Zeitdruck. Der Verlag nahm daraufhin das Buch aus dem Handel. Kurz darauf wurde bekannt, dass in seiner Erstausgabe auch 12 Passagen aus Die Republik der Angst (Rowohlt) von Frank Biess enthalten sind, was dem Transcript Verlag seit Sommer 2019 bekannt gewesen sei. Koppetschs Buch enthält laut weiteren Medien-Recherchen auch Plagiate von Herfried Münkler, Oliver Nachtwey, Klaus Kraemer, Aladin El-Mafaalani, Sighard Neckel, Wendy Brown, Zygmunt Bauman, Maurizio Bach und Slavoj Žižek.
Die Monografie Die Gesellschaft des Zorns entspricht bis auf geringfügige Veränderungen einem mit Der Geist der Reaktion. Neue Rechtsparteien in der globalen Moderne betitelten Manuskript. Weil Koppetsch dieses Manuskript im Jahr 2018 einem Förderantrag bei der Deutschen Forschungsgemeinschaft (DFG) beigefügt hatte, prüfte auch die DFG Vorwürfe wissenschaftlichen Fehlverhaltens und kam im März 2023 zu der Bewertung, dass es zahlreiche Plagiate enthält. Als Konsequenz erhielt Koppetsch eine schriftliche Rüge von der DFG und wurde für drei Jahre von der Antragsberechtigung und als Gutachterin ausgeschlossen.
Nach Bekanntwerden des Plagiatsvorwurfs setzte in den Medien darüber eine rege Diskussion ein. Jochen Zenthöfer argumentierte in der FAZ: „Es liegt kein Zitierstil und keine Rechtsprechung vor, die die von Koppetsch verwendeten Methoden als zulässig erachtet. Das gilt auch für das Genre Sachbuch.“ Knut Cordsen äußerte im Bayerischen Rundfunk: „In der Musik würde man wohl von einem ‚Mashup‘ sprechen: einem Amalgamieren von Sätzen und Formulierungen verschiedener anderer Autoren zu einem Text, der dann als der eigene ausgegeben wird.“ Alexander Cammann schrieb in der Zeit: „Es geht um Übernahmen, Aneignungen und Verschleierungen, die zum Beispiel eine Professorin ihren Studierenden in Seminararbeiten nicht durchgehen lassen kann, aber auch ansonsten in Büchern nicht zulässig sind.“
Gustav Seibt, der das Werk bereits im Juli 2019 rezensierte, verteidigte hingegen die Zitierweise mit der Begründung, das Buch sei eine Synthese, bei der summarische Verweise am Ende genügten. Michael Angele verweist zudem darauf, dass der Begriff „Neogemeinschaften“ schon vor Reckwitz existierte. Er hält die Zitierweise für formal unrichtig, kann aber keine plagiatorischen Absichten erkennen. Armin Nassehi hält das Buch für eine große wissenschaftliche Leistung, die Zitierfehler aber für unverzeihlich.

### Die Wiederkehr der Konformität
Ende November 2019 wurde berichtet, dass auch Koppetschs Buch Die Wiederkehr der Konformität. Streifzüge durch die gefährdete Mitte aus dem Jahr 2013 Plagiate verschiedener Autoren enthalte, darunter von Hartmut Rosa und vom Kabarettisten Vince Ebert. Der Campus Verlag nahm das Buch daraufhin vom Markt.

### Reaktion der TU Darmstadt
An der Technischen Universität Darmstadt wurde im Dezember 2019 unter dem Vorsitz der Philosophin Petra Gehring eine Untersuchungskommission eingesetzt, die den „Verdacht auf wissenschaftliches Fehlverhalten“ im Falle von Koppetsch systematisch verfolgte und die Plagiatsprüfungen ihrer verschiedenen Bücher zusammen- und weiterführte. Diese kam im August 2020 zu dem Schluss, dass auch Koppetschs Verhältnis zur eigenen Empirie nach wissenschaftlichen Maßstäben unklar sei, da in den Büchern wichtige Angaben zur Nachvollziehbarkeit der eigenen, verwendeten empirischen Daten fehlen würden. Die Kommission wies in den Büchern Die Wiederkehr der Konformität und Die Gesellschaft des Zorns sowie vier neueren Aufsätzen von Koppetsch 111 Plagiatsstellen nach. 49 Autoren wurden plagiiert. Es handle sich somit nicht um einzelne punktuelle Zitierfehler, sondern um „eine Vielzahl von Unregelmäßigkeiten […], die sich breit gestreut über alle überprüften Texte verteilen“, „die gute wissenschaftliche Praxis sei gravierend missachtet worden“. Koppetsch wird eine „durchgehend verfehlte Arbeitsweise“ attestiert. Die Kommission kam zu dem Schluss: „Es bleibt das Bild einer Fragen der fremden Autorschaft gegenüber über Jahre hinweg im Ergebnis rücksichtslosen Autorin, die sich über Regeln der guten wissenschaftlichen Praxis hinwegsetzt.“ In Folge kündigte die TU Darmstadt an, ein Disziplinarverfahren gegen Koppetsch einzuleiten. Die Deutsche Gesellschaft für Soziologie (DGS) gab an, sie werde keine eigene Untersuchung einleiten und folge den Schlussfolgerungen der Untersuchungskommission; zudem äußerte sie ihre „Betroffenheit“ über den Fall.
Die Ergebnisse der Kommission sorgten für eine erneute Diskussion im Feuilleton. Gustav Seibt verweist in der Süddeutschen Zeitung auf die Besonderheit von Die Gesellschaft des Zorns. Diese Arbeit sei keine Qualifikationsschrift, vielmehr sei es das Ziel gewesen, eine übergreifende These zu entwickeln. Er bezweifelt, dass diese wertlos werde, wenn die Autorin „sich bei einzelnen Argumenten fremder Erkenntnisse und Formulierungen bedient hat, ohne dies gebührend zu kennzeichnen“. Seibt wirft der Darmstädter Untersuchungskommission eine fehlende Binnendifferenzierung von „wissenschaftlicher Praxis“ vor, betont aber: „Richtig zitiert werden muss immer.“ Er schließt seinen Beitrag mit: „Aber die Eigenständigkeit einer Leistung kann auch im Zusammenfügen eines neuen Bildes bestehen.“ Ebenfalls in der Süddeutschen Zeitung lobt Felix Stephan hingegen die Arbeit der Kommission: Der „schonungslose […] Bericht entlarvt nun ihre Plagiate […] und verteidigt entschieden wissenschaftliche Standards“. Er stellt den Fall in einen größeren Zusammenhang: „Zuletzt haben der Spiegel-Journalist Claas Relotius und der Wirecard-Gründer Markus Braun gezeigt, dass Hochstapler nur in einem Umfeld reüssieren können, dessen Kontrollsysteme versagen.“ In der Frankfurter Allgemeinen Zeitung äußert sich auch Jochen Zenthöfer anerkennend über die Arbeit der Kommission: „Das Disziplinarverfahren der TU Darmstadt gegen Cornelia Koppetsch setzt neue Maßstäbe der Wissenschaftshygiene. […] Die in mehrerlei Hinsicht wegweisende Begründung wird den Umgang mit Wissenschaftsbetrug […] verändern.“

### Stellungnahme von Cornelia Koppetsch
Koppetsch veröffentlichte auf ihrer Website folgende Stellungnahme zum Untersuchungsergebnis der Kommission: „Die Untersuchungskommission hat in meinen Publikationen Die Wiederkehr der Konformität und Die Gesellschaft des Zorns sowie in einigen Aufsätzen Verstöße gegen die gute wissenschaftliche Praxis festgestellt. Bedanken möchte ich mich bei den Mitgliedern der Kommission für die eingehende Untersuchung. Dass ich mir Kritik an meinen Fehlern zurechnen lassen muss, ist mir bewusst. Vor allem möchte ich mich in aller Form bei den betroffenen Autoren und der Öffentlichkeit entschuldigen.“

### Rechtspopulismus als Protest
Anfang 2021 wurden Plagiatsvorwürfe auch gegenüber Koppetschs 2020 im VSA-Verlag veröffentlichter Aufsatzsammlung Rechtspopulismus als Protest erhoben. Die Aufsatzsammlung setzt sich aus bereits in den Jahren 2017 bis 2019 publizierten Aufsätzen der Autorin zusammen. Laut einem Bericht der Frankfurter Allgemeinen Zeitung enthielten auch einige dieser veröffentlichten Aufsätze Plagiate, die Koppetsch nach eigenen Angaben korrigiert habe. Tatsächlich enthalte aber – so die FAZ – auch die erneute Publikation weiterhin mehrere wörtliche Textübernahmen anderer Autoren, die nicht als Zitat gekennzeichnet seien, unter anderem von dem niederländischen Soziologen Cas Wouters. Laut dem Bayerischen Rundfunk sind die Plagiate umfangreicher als von der FAZ dargestellt. Eine auch zu diesen Plagiatsfällen eingesetzte zweite Untersuchungskommission an der Technischen Universität Darmstadt kam 2022 zu dem Ergebnis, dass auch in Rechtspopulismus als Protest mindestens 25 Plagiate enthalten seien und erneut ein „gravierender Verstoß“ gegen die gute wissenschaftliche Praxis vorliege. Es handele sich um einen „Wiederholungstatbestand“. Nachdem das erste Disziplinarverfahren zu einer Disziplinarstrafe geführt hatte, leitete die Universität ein zweites Disziplinarverfahren gegen Koppetsch ein. Im Juni 2022 zitierte die FAZ den Vorstand der Deutschen Gesellschaft für Soziologie (DGS) mit der Aufforderung an die Universität, „die entsprechenden Konsequenzen zu ziehen“: Die „Tatsache, dass im aktuellen Fall eine Kollegin offenkundig zum wiederholten Mal in ihren wissenschaftlichen Publikationen in erheblichem Umfang plagiiert hat, ist geeignet, das Vertrauen in die wissenschaftliche Dignität unseres Faches zu untergraben, und muss daher auf das Schärfste verurteilt werden.“ Bei Studenten könne ein solches Verhalten schließlich den Prüfungsanspruch gefährden und Nachwuchswissenschaftler müssten in Straflosigkeit bei „großflächiger Enteignung fremden geistigen Eigentums“ eine Verhöhnung sehen.

## Veröffentlichungen (Auswahl)

### Monographien
- Rechtspopulismus als Protest. Die gefährdete Mitte in der globalen Moderne. VSA, Hamburg 2020, ISBN 978-3-96488-024-6.
- Die Gesellschaft des Zorns – Rechtspopulismus im globalen Zeitalter. transcript, Bielefeld 2019, ISBN 978-3-8376-4838-6.
- mit Sarah Speck: Wenn der Mann kein Ernährer mehr ist. Geschlechterkonflikte in Krisenzeiten. Suhrkamp, Berlin 2015, ISBN 978-3-518-12701-8.
- Die Wiederkehr der Konformität. Streifzüge durch die gefährdete Mitte. Campus, Frankfurt am Main / New York 2013, ISBN 978-3-593-39902-7.
- Das Ethos der Kreativen. Eine Studie zum Wandel von Arbeit und Identität am Beispiel der Werbeberufe. UVK Verlagsgesellschaft, Konstanz 2006, ISBN 978-3-89669-608-3.
- Wissenschaft an Hochschulen. Ein deutsch-französischer Vergleich. UVK, Konstanz 2000, ISBN 978-3-87940-739-2.
- mit Günter Burkart: Die Illusion der Emanzipation. Zur Wirksamkeit latenter Geschlechtsnormen im Milieuvergleich. UVK, Konstanz 1999, ISBN 978-3-87940-658-6.

### Herausgeberschaften
- mit Kornelia Hahn: Soziologie des Privaten. VS-Verlag, Wiesbaden 2011, ISBN 978-3-531-17751-9.
- Nachrichten aus den Innenwelten des Kapitalismus. Zur Transformation moderner Subjektivität. VS-Verlag, Wiesbaden 2011, ISBN 978-3-531-18163-9.
- mit Anja Weiß, Albert Scharenberg und Oliver Schmidtke: Klasse und Klassifikation. Die symbolische Dimension sozialer Ungleichheit. Westdeutscher Verlag, Wiesbaden 2001, ISBN 978-3-531-13749-0.
- Körper und Status. Zur Soziologie der Attraktivität. UVK, Konstanz 2000, ISBN 978-3-87940-738-5.

### Aufsätze
- Die Illusion der Linksliberalen. In: taz.FUTURZWEI, Nr. 11, 10. Dezember 2019.
- Weltbürgerlichkeit als repräsentative Kultur? In: Merkur, 73. Jahrgang, Heft 838, 2019, S. 43–50.
- Ressentiments. Über die politische Wirkmächtigkeit negativer Gefühle. In: Soziopolis. 20. Dezember 2018.
- Eine Welle der Nostalgie. Die akademische Mittelschicht und die illiberale Gesellschaft. In: Merkur, 72. Jahrgang, Heft 832, 2018, S. 51–58.
- In Deutschland daheim, in der Welt zu Hause? Alte Privilegien und neue Spaltungen. In: Soziopolis. 22. Dezember 2017.
- Aufstand der Etablierten? Rechtspopulismus und die gefährdete Mitte. In: Soziopolis. 12. April 2017.